# 檜木齒獸
檜木齒獸（學名Cypretherium）是一類已滅絕的巨豬科，生存於加拿大薩克其萬。